# Lente (L.A. Ring)
Lente (Deens: Forår) is een schilderij van Laurits Andersen Ring dat hij in 1895 maakte. Het wordt beschouwd als een van de belangrijkste van de kunstenaar en maakt deel uit van de collectie van Den Hirschsprungske Samling in Kopenhagen.

## Voorstelling
In 1895 was Ring na een studiereis naar Italië teruggekeerd naar zijn geboortestreek. In de studio van de keramist Hermann Kähler, met wie de schilder bevriend was, werkte hij aan dit grote doek. Hij begon met de achtergrond waarvoor hij inspiratie vond in de tuin van zijn vriend Rudolf Bertelsen in Næstved. Daarna begon hij aan het portret van twee dochters van Kähler, Sigrid en Ebba. Hij gebruikte een foto van de meisjes in de houding die hij wilde, maar liet ze erbij halen om de portretten, kleding en kleuren aan te passen. Van juni tot augustus 1895 werkte Ring hard aan het schilderij. Zelf beschreef hij het werk als volgt: "twee jonge meisjes wandelen arm in arm in een tuin. Het jongste meisje kijkt plagend naar het oudste, die dromerig naar de grond kijkt, in beslag genomen door een hartsgeheim."
Het schilderij markeert een keerpunt in het leven van Ring, zowel op artistiek als op persoonlijk vlak. Tijdens het maken van het schilderij werden Sigrid Kähler en de kunstenaar verliefd op elkaar, zij was 21 en hij was 40. Ze verloofden zich met Kerstmis en trouwden de volgende zomer.   
Het schilderij is een allegorie met symbolen van de levensloop. Links jonge bomen en bloemen, in het midden twee jonge mensen: Ebba, het kind, en Sigrid, de jongvolwassene. Rechts de oude boom die de cirkel compleet maakt. Met dit schilderij gaat Ring weg van het pure realisme en schuift op richting het symbolisme.
Op het schilderij Lamplicht. Interieur met de vrouw van de kunstenaar uit 1898 is achter Sigrid Kähler een schets te zien van dezelfde tuin als op Lente.

## Ontvangst
Het schilderij werd voor het eerst tentoongesteld in 1896 op de jaarlijkse tentoonstelling in Charlottenborg Slot. Het werk baarde er opzien en Ring kreeg de medaille van de Academie. De schilder Karl Madsen noemde het in het tijdschrift Tilskueren een heel goed schilderij. In 1897 werd het werk getoond op een tentoonstelling in Dresden en in 1900 was het op de Wereldtentoonstelling in Parijs te zien samen met drie andere werken van Ring. Hij ontving er een bronzen medaille voor.

## Herkomst
Als adviseur van de tabaksmagnaat Heinrich Hirschsprung (1836-1908) stelde de kunsthistoricus Emil Hannover voor om Lente te kopen, maar Hirschsprung had geen haast en had ook een ander werk van Ring, In de tuindeur. De vrouw van de kunstenaar op het oog. In 1902 besloot Hirschsprung om Lente te kopen voor zijn verzameling die hij in hetzelfde jaar schonk aan de staat Denemarken. Sinds 1911 bevindt het schilderij zich in de toen geopende Hirschsprungske Samling. In 1924 verwierf het Statens Museum for Kunst In de tuindeur. De vrouw van de kunstenaar.

## Afbeeldingen

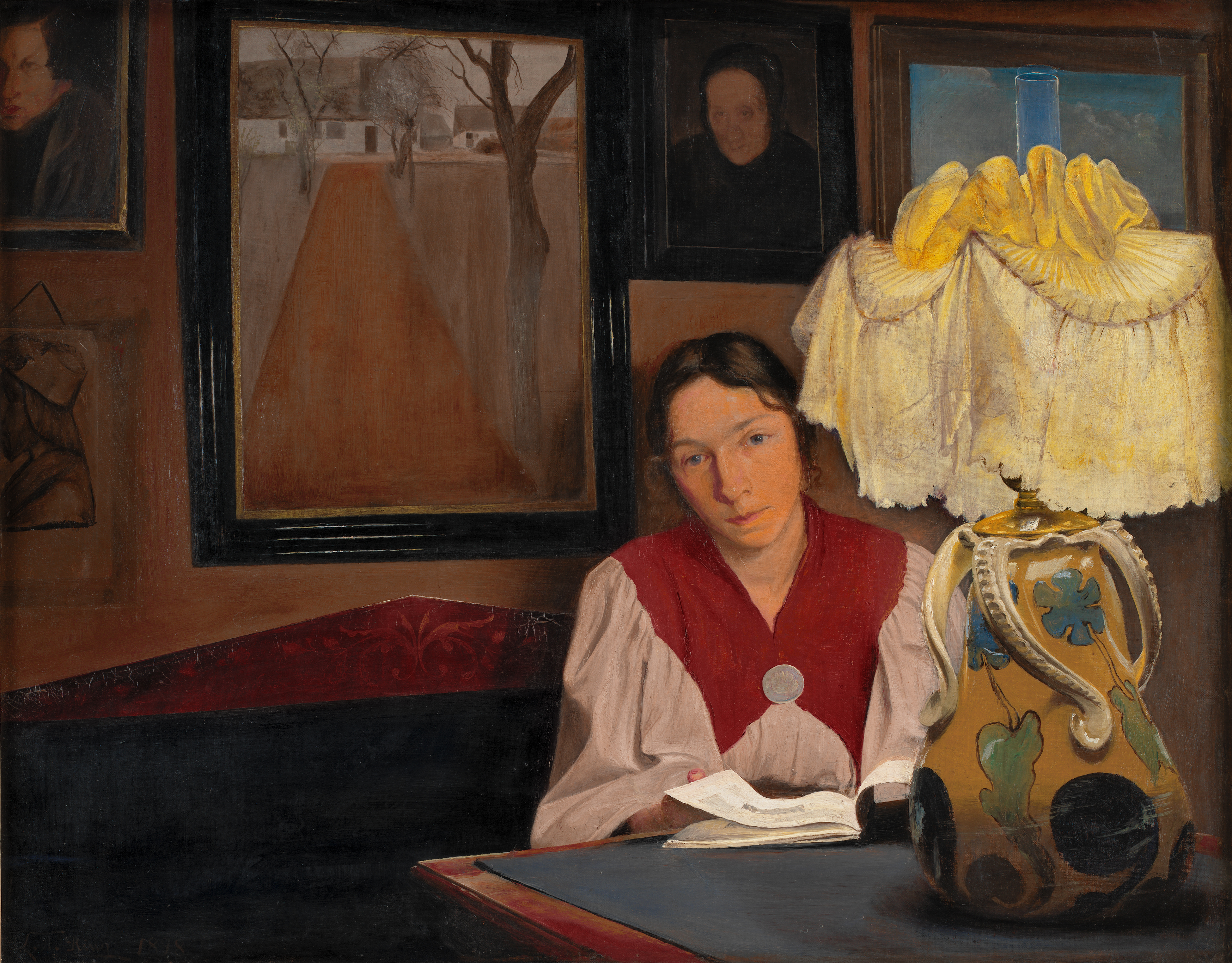
Lamplicht. Interieur met de vrouw van de kunstenaar (1898)
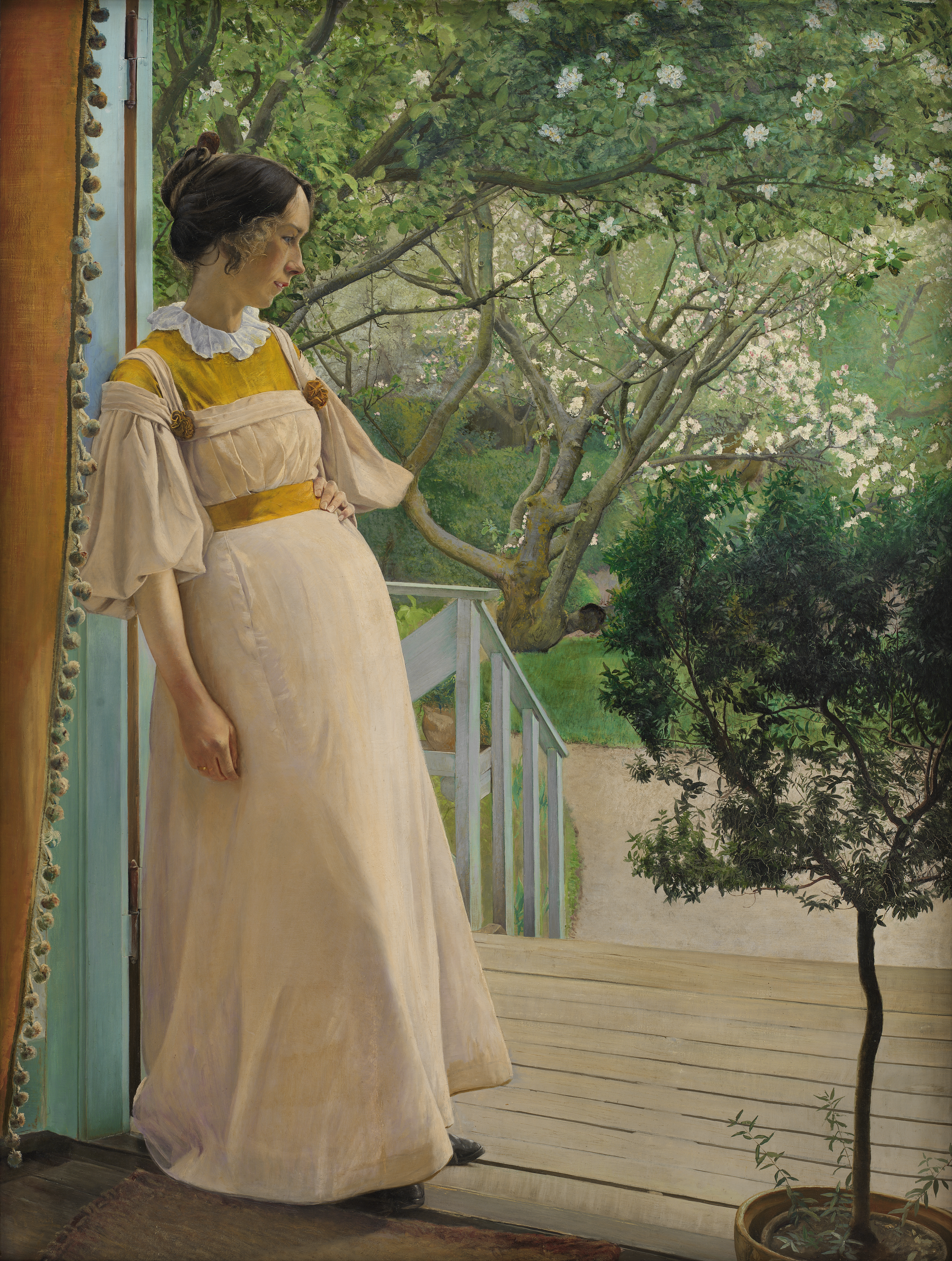
In de tuindeur. De vrouw van de kunstenaar (1897)